# Іспастер
Іспастер (баск. Ispaster (офіційна назва), ісп. Ispáster) — муніципалітет в Іспанії, у складі автономної спільноти Країна Басків, у провінції Біская. Населення — 662 особи (2009).
Муніципалітет розташований на відстані близько 340 км на північ від Мадрида, 32 км на схід від Більбао.
На території муніципалітету розташовані такі населені пункти: (дані про населення за 2009 рік)
- Бараїнка: 21 особа
- Курчіага-Арропайн: 89 осіб
- Гардата-Артікас: 86 осіб
- Іспастер-Елешальде: 339 осіб
- Мендасона: 27 осіб
- Соларте-Гальєте: 78 осіб
- Солуанес: 22 особи

## Демографія
Динаміка населення (INE ):

## Галерея зображень

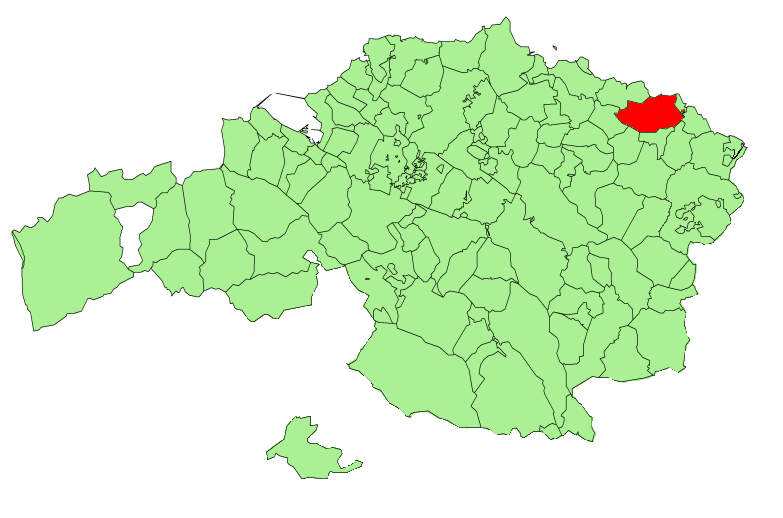
Розташування муніципалітету